# John Rutherford (rugby à XV)
Pour les articles homonymes, voir John Rutherford.
Pas d'image ? Cliquez ici

a Compétitions nationales et continentales officielles uniquement.

b Matchs officiels uniquement.
Dernière mise à jour le 8 avril 2025.
John Rutherford, né le 4 octobre 1955 à Selkirk, est un joueur de rugby à XV écossais, évoluant au poste de demi d'ouverture.
Il honore sa première sélection avec l'Écosse contre le pays de Galles le 20 janvier 1979 et sa dernière contre la France le 23 mai 1987 lors de la Coupe du monde 1987 (match nul 20-20).
Il dispute neuf éditions consécutives du Tournoi et a terminé en disputant la première édition de la Coupe du monde de rugby.

## Palmarès
- 42 sélections avec l'Écosse entre 1979 et 1987
- Sept essais en test match pour un total de 64 points (7 essais, et 12 drops)
- Matches avec le XV du chardon par année : 5 en 1979, 3 en 1980, 7 en 1981, 6 en 1982, 2 en 1983, 5 en 1984, 4 en 1985, 5 en 1986, 5 en 1987.
- Neuf Tournois des Cinq Nations consécutifs disputés : 1979, 1980, 1981, 1982, 1983, 1984, 1985, 1986, 1987.
- Grand Chelem en 1984, victoire partagée en 1986.
- Une Coupe du monde disputée en 1987.
- Une sélection avec les Lions (un essai)